# 阿科鰕虎鱼属
阿科鰕虎鱼属，为輻鰭魚綱鰕虎鱼目鰕虎亞目鰕虎科一个属。

## 下属物种
- 短阿科鰕虎鱼（Akko brevis）
- 巴西阿科鰕虎魚（Akko dionaea）
- 路氏阿科鰕虎（Akko rossi）

## 扩展阅读
- 維基物種上的相關：阿科鰕虎魚属
- WoRMS数据：http://www.marinespecies.org/aphia.php?p=taxdetails&id=268244 （页面存档备份，存于）